# Ди Стасио, Жюстина
Жюстина Ди Стасио (англ. Justina Di Stasio, род. 22 ноября 1992, Бернаби, Британская Колумбия) — канадская спортсменка, борец вольного стиля, чемпионка мира 2018 года в весовой категории до 72 кг. Серебряный призёр Панамериканских игр 2015 года.

## Биография
На Панамериканских играх 2015 года в Торонто, в весовой категории до 75 кг, уступила в финале и завоевала серебряную медаль.
На чемпионате мира 2017 года В Париже в весовой категории до 75 кг завоевала бронзовую медаль. 
В 2018 году в Будапеште одолев всех своих соперниц стала победителем в весовой категории до 72 кг и завоевала золотую медаль чемпионата мира.